# Triana (banda)
Triana fue una banda española de rock andaluz formada en 1974 en Sevilla por Jesús de la Rosa Luque, Eduardo Rodríguez Rodway y Juan José Palacios «Tele». Con un estilo musical basado en el rock progresivo y la influencia del flamenco, consolidaron el género del rock andaluz, y son considerados como una de las bandas más importantes e influyentes del rock español.
Sus tres primeros lanzamientos discográficos, El Patio (1975), Hijos del agobio (1977) y Sombra y luz (1979), forman parte de los álbumes más aclamados de la época de esplendor del rock progresivo español, y han sido reconocidos como seminales en el género.Su obra de esta época está vinculada a la contracultura andaluza del momento, de la que eran parte grupos como Lole y Manuel o Goma, y a la figura del promotor y productor Gonzalo García Pelayo y su hermano Javier, mánager del grupo.
El reconocimiento comercial de la banda creció a partir de Un encuentro (1980) y Un mal sueño (1981), que introducía un tono más pop. Estos contenían respectivamente los sencillos «Tu frialdad» y «Una noche de amor desesperada», que alcanzaron el número uno en la lista de Los 40 Principales. En 1983 publicaron Llegó el día, y a finales de ese año el cantante Jesús de la Rosa sufrió un accidente de tráfico que acabó con su vida y provocó la disolución de la banda.Sus ventas se cuantificaban en más de cuatro millones de discos en 2015.
Palacios reformó la banda con nuevos miembros en 1994 y editó dos álbumes hasta su muerte en 2002. Tras ello, los miembros de la nueva formación continuaron editando música bajo ese nombre, dando lugar a una batalla judicial con Eduardo Rodríguez, el único superviviente de la formación original.

## Historia

### Creación de la banda (1973-1974)
El embrión de Triana se halla en el grupo Tabaca, el cual en principio contaba con Carlos Attias (bajista de Miguel Ríos), Emilio Souto, cantante de Los Solitarios, y Eduardo Rodríguez Rodway, guitarrista proveniente de Los Payos.
Hacia 1973 Attias se aleja de la banda, entrando Jesús de la Rosa Luque en su lugar, como bajista y cantante, al tiempo que Souto también se desvinculaba del grupo. Finalmente Juan José Palacios «Tele» se une como batería a Eduardo Rodríguez y de la Rosa, asentando las bases de Triana.
La primera formación de Triana contaba además con Dolores Montoya y Manuel Molina, aunque ambos abandonaron el grupo rápidamente, para formar un dúo: Lole y Manuel. De modo que Triana quedó reducido a trío, formato que sería el definitivo.
El propósito inicial del grupo era fundir el flamenco con rock psicodélico y rock progresivo, con la vista puesta en grupos como Carmen, Pink Floyd, Caravan, Procol Harum, Traffic y los primeros King Crimson, entre otras bandas similares de los años 70, fusión sonora que ha definido no solo a Triana, sino al rock andaluz en líneas generales.

### Etapa progresiva (1974-1979)
Sus tres primeros discos reflejan claramente las citadas tendencias:
Su álbum debut sin título (usualmente conocido como El patio), lanzado por Movieplay en 1975 y producido por Gonzalo García Pelayo, pasó desapercibido en un primer momento y una promoción escasa, pero logró cierto éxito entre sectores contraculturales y un estatus de culto a partir de su reedición tras el salto a la fama de la banda.
El disco contiene dos canciones que se convierten en clásicos del grupo y crean escuela dentro del rock andaluz: Abre la puerta y En el lago (Andrés N. El Alemán), evocación soñadora de un viaje lisérgico. 
En su siguiente álbum, Hijos del agobio, de 1977, editado en un momento crítico en la historia moderna de España, se abren paso los temas políticos: exaltación de la libertad ("La guitarra a la mañana le habló / de libertad", cantan en Rumor) y, al mismo tiempo, desconfianza de la política organizada ("todos pretenden saber y decir lo que piensa usted / con elegantes palabras y el gesto duro a la vez. / Queremos elegir, / sin que nadie diga más / el rumbo que lleva a la orilla de la libertad", en el tema ¡Ya está bien!). Este disco presenta una tendencia más progresiva que su predecesor.
Finalmente, Sombra y luz (1979) —lanzamiento con el que, a la postre, recibieron un disco de oro— mantiene los aspectos progresivos, aunque la música es más oscura y experimental que en los discos anteriores, con elementos de jazz (Sombra y luz) y mayor presencia de la guitarra eléctrica (Una historia). Solo uno de los temas, Quiero contarte, reescritura en cierto modo de Abre la puerta, mantiene cierta frescura pop.

### Segunda etapa y éxito comercial (1980-1983)
Tras esta trilogía progresiva, hay quienes consideran que cambiaron algo su registro; no obstante, aún ofrecen aciertos tan notables como el sencillo "Tu frialdad", incluido en el álbum Un encuentro, de 1980. En este mismo año publican su recopilatorio 5º Aniversario, donde incluyen una selección de canciones de sus cuatro primeros discos en edición limitada y numerada. En los años siguientes alcanzaron éxito sencillos como "Desnuda la mañana" y "Una noche de amor desesperada", del álbum Un mal sueño (1981), que introducía ya un marcado tono pop, o "Llegó el día", del álbum del mismo nombre (1983), que sería el último y más largo grabado por el grupo.
La muerte en accidente de circulación de Jesús de la Rosa el 14 de octubre de 1983 pone fin a la vida creativa del grupo. En una entrevista a Juan José Palacios «Tele», realizada por el fanzine SYN, este comentaba: "Nos deja totalmente huérfanos de hermano y huérfanos de ideas, huérfanos de música. Un golpe un poco cruel".

### Regreso con nueva formación (1994-1999) y disputa por el nombre
Tras el fin de Triana como grupo, Eduardo Rodríguez Rodway inició una carrera en solitario, a mediados de los años 80, mientras que Juan José Palacios, ya en los 90, volvió a los escenarios con el nombre del grupo, y publicando en 1995 el recopilatorio Triana una historia junto a un vídeo documental, que fue certificado con un disco de platino.Palacios, ayudándose de ex-componentes de antiguos grupos y otros músicos, creó una nueva banda, y tuvo la polémica determinación de utilizar el nombre Triana para dicha nueva formación, que incluía a Juan Reina, Pepe Bao, Julián Planet, Raúl Fernández o Andrés Herrera El Pájaro, entre otros.
Editaron dos discos, Un jardín eléctrico (1997) y En libertad (1999). En 2002, Tele falleció por la rotura de la arteria aorta.Tras su muerte, el miembro de la nueva formación Juan Reina regresó en 2007 adoptando de nuevo el nombre de Triana, y grabando un disco titulado Un camino por andar, junto a otros músicos ajenos a las formaciones anteriores.Rodríguez Rodway, el único componente vivo de la formación original, criticó duramente la decisión por utilizar el nombre de la banda sin ningún miembro original de la misma.
Los derechos del nombre del grupo y del logo pertenecen a la viuda de Palacios, Janice Richard, impulsora del disco y con el permiso de ésta el grupo sigue activo. El grupo volvió a actuar en 2016, lo que motivó nuevas críticas por parte de Rodríguez Rodway que resultaron en una condena y posterior absolución por daños morales. El caso judicial por las palabras de Eduardo Rodríguez llegó al Tribunal Supremo, que en 2022 se pronunció a favor de Eduardo, desestimando definitivamente el recurso de Juan Reina,y en 2024 se inició un nuevo procedimiento de Rodríguez  contra Reina por derechos de autor.

## Miembros
- Jesús de la Rosa Luque – Voz y teclados (1974-1983).
- Eduardo Rodríguez Rodway – Guitarra y voz (1974-1983).
- Juan José Palacios «Tele» – Batería y percusión (1974-1983, 1994-2002).

## Legado
El álbum El Patio (1975) ha sido incluido en las listas de los mejores discos españoles y los mejores discos del rock o el pop español de las revistas Rockdelux, Rolling Stone, Efe Eme o Esquire.Triana han sido versionados por Lole y Manuel, Antonio Flores, Miguel Campello (elbicho), Medina Azahara, Pablo Alborán, José Mercé, Antonio Orozco, Alejandro Sanz o Manolo García.
En 2015 se estrenó la película Todo es de color, dirigida por el antiguo productor de la banda Gonzalo García Pelayo, y en la que Triana desempeña un papel destacado en el argumento.En 2022 se estrenó el musical Una noche de amor desesperada, y en 2023 se editó el libro Triana. A través del aire, del miembro de la formación original Eduardo Rodríguez Rodway y el periodista Pablo Selma Luna, que hacía un recorrido extenso por la trayectoria del grupo y recogía distintos testimonios.

## Discografía

### Álbumes de estudio
| Álbum            | Año  | Discográfica |
| ---------------- | ---- | ------------ |
| El patio         | 1975 | Movieplay    |
| Hijos del agobio | 1977 | Movieplay    |
| Sombra y luz     | 1979 | Movieplay    |
| Un encuentro     | 1980 | Movieplay    |
| Un mal sueño     | 1981 | Movieplay    |
| Llegó el día     | 1983 | Movieplay    |

### Álbumes en directo
| Álbum                               | Año  | Discográfica        |
| ----------------------------------- | ---- | ------------------- |
| Triana en directo (grabado en 1981) | 1989 | Triana Rock Records |

### Álbumes misceláneos
| Álbum | Año  | Discográfica |
| --- | ---- | ------------ |
| Tengo que marchar (disco póstumo con canciones inéditas, reeditado como Jesús de la Rosa. Canciones inéditas) | 1986 | CAIMAN       |

### Recopilaciones (parcial)
| Álbum                                   | Año  |
| --------------------------------------- | ---- |
| 5.º aniversario                         | 1980 |
| Triana 92                               | 1991 |
| Una historia                            | 1995 |
| Una historia de la luz y de la sombra   | 2000 |
| Sé de un lugar                          | 2004 |
| Quiero contarte                         | 2008 |
| Recuerdos de una noche - 30 aniversario | 2013 |
| Eternos Triana 50 aniversario           | 2024 |